# Abbaye Saint-Joseph de Clairval de Flavigny-sur-Ozerain
Pour les articles homonymes, voir Abbaye de Flavigny et Abbaye Saint-Joseph.
L'abbaye Saint-Joseph de Clairval de Flavigny-sur-Ozerain est une abbaye bénédictine située à Flavigny-sur-Ozerain, en Côte d'Or. Fondée en 1972, l'abbaye n'a pas de rapport direct avec l'abbaye de Flavigny, cette dernière n'étant plus occupée par des moines depuis la Révolution française. Issus de la branche olivétaine, les moines portent la  bure noire et la coule blanche.

## Historique
Saint-Joseph de Clairval a été fondée en 1972 par Dom Augustin-Marie Joly. Initialement fondée en Suisse, l'abbaye s'installe à Flavigny (France) en 1976. En souvenir de ce séjour en Suisse, la communauté a conservé le nom de Clairval.
À cette époque, les moines de Flavigny célèbrent la messe de Saint Pie V et Marcel Lefebvre ordonne leurs prêtres. Cette communauté n'a cependant jamais eu de liens canoniques avec la Fraternité Saint Pie X. À partir du milieu des années 1980, la communauté s'éloigne du mouvement lefebvriste. Des contacts sont établis avec Rome et le diocèse de Dijon, et la communauté est reconnue comme monastère de droit diocésain le 2 février 1988.
En 1992, le monastère est érigé en abbaye à la demande du Saint-Siège. Elle compte aujourd'hui une cinquantaine de membres.
En 2021, l'abbaye envoie dix moines fonder le prieuré Saint-Joseph de Solignac dans les locaux de l'abbaye de Solignac,.

## Liturgie
À la demande de l'évêque de Dijon, la messe conventuelle est aujourd'hui célébrée selon le rite romain (missel 1969), en latin et ad Orientem. La messe conventuelle étant non concélébrée, chaque moine prêtre célèbre chaque jour une messe lue, pour la plupart dans la forme tridentine (missel 1962).
Tous les offices (dont la liturgie des heures) sont chantés en grégorien.

## Exercices spirituels de saint Ignace et séjours
Depuis sa fondation et fidèle à son charisme propre, l'abbaye propose régulièrement des retraites  pour les hommes, les Exercices spirituels de saint Ignace de Loyola. Ces retraites se déroulent en général en cinq jours.
Les hommes peuvent aussi effectuer des séjours individuels à l'hôtellerie en dehors du temps des retraites. Ils participent alors à la vie liturgique de la communauté et peuvent bénéficier d'un accompagnement spirituel.

## La Lettre spirituelle
Toutes les cinq semaines, l'abbaye rédige une Lettre spirituelle en six langues. Il est possible de la recevoir gratuitement par courrier électronique ou postal en s'inscrivant sur le site internet de l'abbaye. Il s'agit en général de la vie d'un saint.

## Autres activités
Pour subvenir à ses besoins, l'abbaye propose aussi :
- la publication assistée par ordinateur,
- la fabrication d'icônes et de diptyques/triptyques,
- les éditions Traditions monastiques,
- l'atelier de sculpture sur pierre.

L'abbaye a collaboré à l'édition du missel des fidèles Laudate et aux Heures grégoriennes de la Communauté Saint-Martin,.

## Abbés
- Dom Augustin-Marie Joly (1917-2006), 1992-1993.
- Dom Antoine-Marie Beauchef, (prieur administrateur de 1993 à 1998), 1998 - 2019
- Dom Barthélémy-Marie de Ruffray, prieur administrateur de 2019 à 2020[5].
- Dom Jean-Bernard Marie Bories, depuis le 8 mai 2020 à ce jour[6].

## Galerie

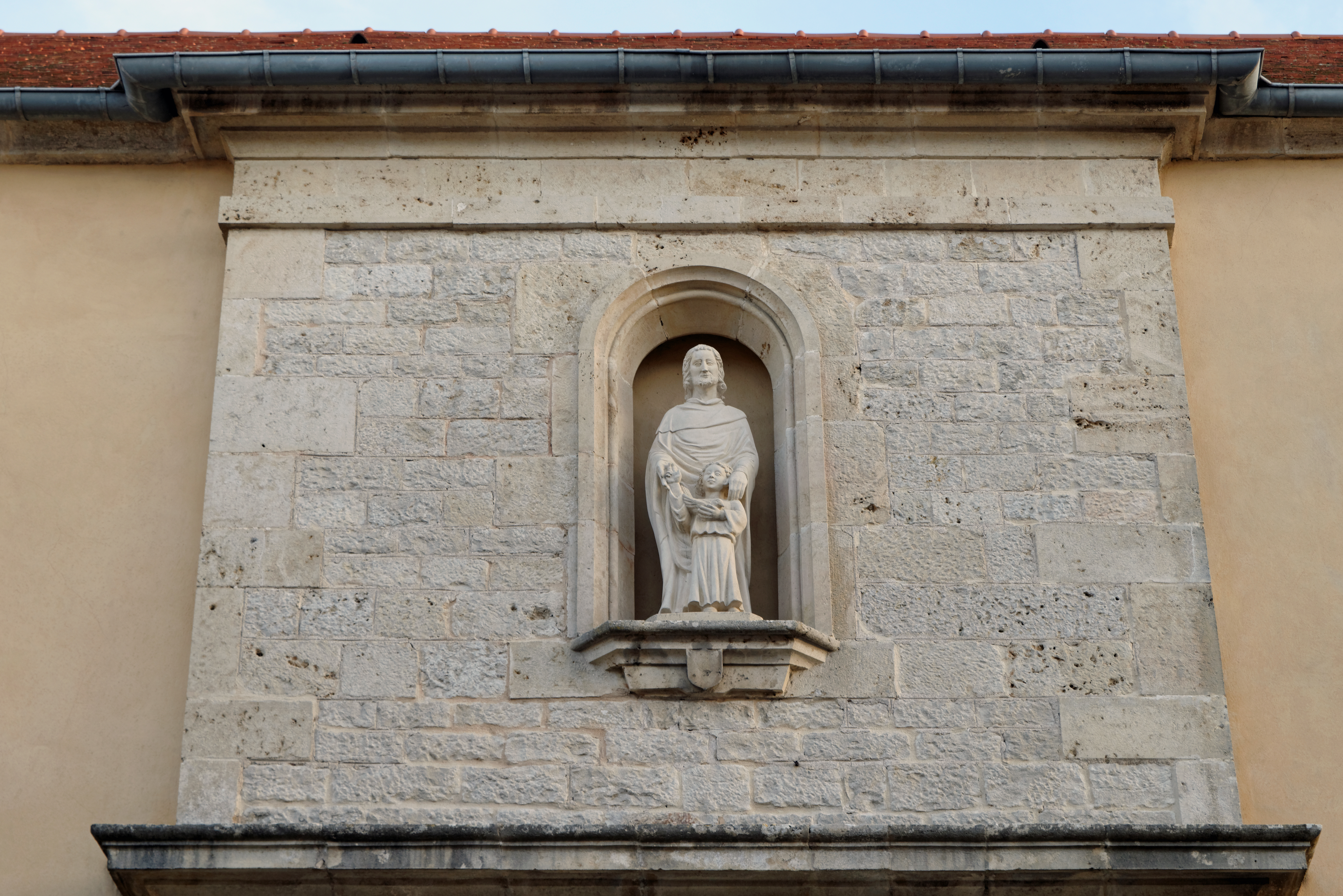
Statue au-dessus de la porte.
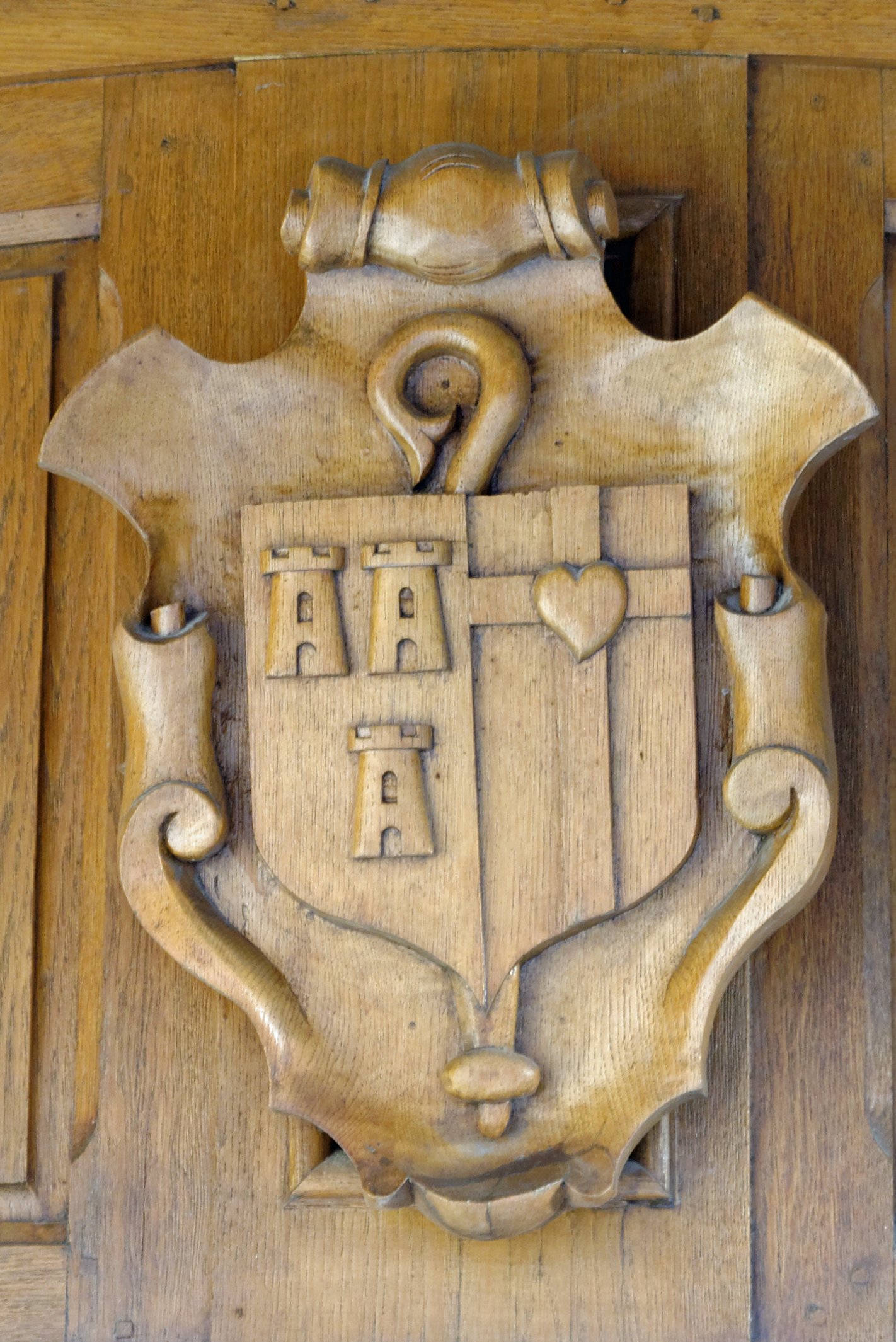
Blason de l'abbé fondateur, Dom Augustin Marie Joly.
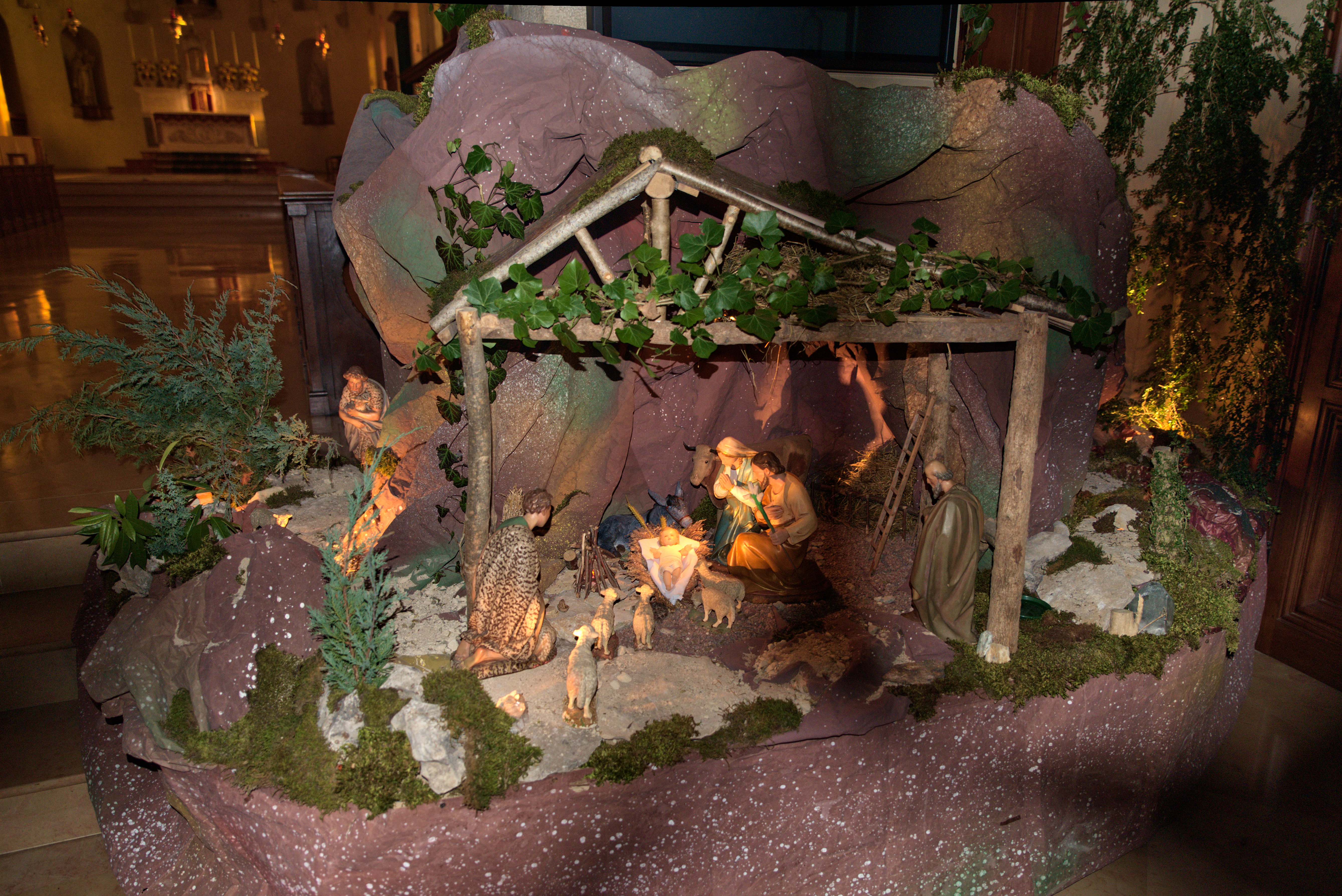
Crèche de Noël.